# Ржевка (Ровеньский район)
Ржевка — село в Ровеньском районе Белгородской области России. Административный центр Ржевского сельского поселения.

## География
Село расположено в юго-восточной части Белгородской области, в 15,2 км к северо-востоку по прямой от Ровенёк, районного центра.

## История
Впервые село Ржевка упоминается в 1822 году.
В 1859 году — Острогожского уезда «хутор казенный Ржевск при колодце» «по правую сторону тракта Новочеркасского».
С июля 1928 года слобода Ржевка в Ровеньском районе — центр Ржевского сельсовета: собственно слобода и хутора Мартынцы и Никитин.
В 1958 году село Ржевка — центр самого крупного сельсовета в Ровеньском районе, включавшего 21 населенный пункт: села Еремовка и собственно Ржевка, поселки Запорожье и Центральная (совхоз), хутора Божков, Волчий, Дедков, Иваны, Кучугуры, Мартынцы, Никитин, Октябри, Осички, Петровичевка, Победа, Рудая, Свистовка, Солонцы, Средний, Ясены 1-е и Ясены 2-е.
В 1997 году село Ржевка — центр Ржевского сельского округа, куда также входили село Копанки и хутор Мартынцы и Никитин.
В 2010 году село Ржевка — центр Ржевского сельского поселения (3 села и хутор) Ровеньского района.

## Население
В 1859 году на хуторе Ржевске учтены 71 двор, 552 жителя (268 мужчин, 284 женщины).
На 1 января 1932 года в селе Ржевке — 1500 жителей.
В 1997 году в Ржевке 273 двора, 778 жителей; в 1999 году — 746 жителей, в 2001 году — 710.
| 1859 | 1897  | 2002 | 2010 |
| ---- | ----- | ---- | ---- |
| 552  | ↗1039 | ↘677 | ↘589 |

## Инфраструктура
В начале 1990-х годов село Ржевка оставалось центром колхоза «Заветы Ильича» (в 1992 году — 453 колхозника), занятого растениеводством и животноводством. По состоянию на 1995 год в Ржевке — АОЗТ «Заря» и 6 фермерских хозяйств, медпункт, Дом культуры, средняя школа.

## Уроженцы Герои Социалистического Труда
- Евсюков, Иван Петрович (1923—1995) — передовик советского сельского хозяйства, комбайнёр колхоза «Заветы Ильича» Ровеньского района, Герой Социалистического Труда (1973).